# Balunik
El Balunik fou un districte de Baspracània, feu hereditari de la família Baluní, a la vall mitjana del riu Marmert.
Limitava al nord amb l'Arberanik; a l'est amb el Barilovit; a l'oest el Bogunik; i al sud l'Ardjishakoit (Ardjesh) i per una petita part amb el districte de Dosp (Van).